# La Feria (barrio)
La Feria del Atlántico también conocido como La Feria o Barrio Atlántico, es un barrio de Las Palmas de Gran Canaria, España. Está situado en el Distrito Ciudad Alta, en la parte alta e interior de la ciudad. Ubicado de manera periférica con respecto al centro de la ciudad, de la que se ha separado aún más tras la construcción de los tramos de la Circunvalación de la ciudad (Autovía Santa Catalina-Lomo Blanco). El barrio está situado de manera exenta y sin continuidad clara con el resto de la ciudad. Limita hacia el oeste con la nueva zona de crecimiento de Siete Palmas, y hacia el este con Escaleritas al otro lado de la Circunvalación.

## Historia
El Barrio tiene su origen en los años 1960 debido a la gran demanda de vivienda fruto del crecimiento demográfico y de la iniciativa privada. La urbanización privada no prosperó y finalmente fue la Comunidad Autónoma quien acabó consolidándola. Tiene proyectos “de escuela” de la década de los años 1990 de calidad arquitectónica.

## Descripción general
El barrio está constituido por grandes manzanas en las que se desarrollan bloques de planta libre y en altura. Los espacios que quedan en su interior son de pobreza espacial y su urbanización está muy deteriorada.

## Estructuras
Además de los más de 50 edificios que se sitúan en la zona, el barrio cuenta con:
- Institución Ferial de Canarias (INFECAR)
- Estadio Alfonso Silva
- Parroquia De Ntra. Sra. Del Atlántico De Las Palmas
- 3 farmacias
- CEIP José Pérez y Pérez[1]
- Centro de Salud Barrio Atlántico[2]

## Parques
El Parque Deportivo La Ballena, también conocido como "Los siete campos", es un complejo deportivo y zona verde en el barranco de La Ballena, inicialmente fue una ciudad deportiva constituida por 7 campos de fútbol, de la que actualmente solo queda el Estadio Alfonso Silva.

## Comunicaciones
Aunque es una zona más bien apartada del resto de barrios, se encuentra junto a la circunvalación que se dirige al centro de la ciudad.
- Al centro, con la circunvalación que cruza el Parque Atlántico, Las Torres.
- Al norte, con la Avenida Juan Carlos I y la GC-23. (comunica la GC-2 con las GC-3)

## Transportes
Por este barrio pasan numerosas líneas de autobuses (guaguas).
- Guaguas Municipales urbanas: 11, 24, 21, 91, L-3 (nocturna).
- Guaguas interurbanas de Global: 205, 216, 220, 223, 222, 224, 229, 304, 316, 317, 320, 335.
- Líneas especiales de guaguas municipales denominadas: "Fútbol", "Baloncesto", "Concierto", que son desplegadas durante acontecimientos deportivos y culturales con conexiones desde el Puerto y Teatro.